# Maria Szraiber
Maria Szraiber ist eine polnische Pianistin und Musikpädagogin.
Szraiber studierte an der Musikhochschule von Bytom bei Wanda Chmielowska und an der Staatlichen Musikhochschule Kattowitz bei Bolesław Woytowicz. Sie setzte ihre Ausbildung am Moskauer Konservatorium bei Tatjana Nikolajewa und Rudolf Kerer fort.
Als Konzertpianistin trat Szraiber in Polen und anderen europäischen Ländern, in den USA, China, Japan, Südkorea und Australien auf und spielte zahlreiche Aufnahmen ein. Im Mittelpunkt ihres Repertoires stehen die Werke von Frédéric Chopin und Claude Debussy.
Szraiber ist Professorin an der Fryderyk-Chopin-Universität für Musik in Warschau. Außerdem leitet sie die Klavierabteilung der Universität Warschau und war dort zwischen 1993 und 1999 Dekanin des Fachbereichs Klavier, Cembalo und Orgel. Sie wirkt zudem als Jurorin bei internationalen Klavierwettbewerben und gibt Meisterklassen im In- und Ausland. Bekannt wurde ihre Konzert-Vortragsreihe  Nestoren des polnischen Klavierspiels.
2020 wurde ihr der japanische mittlere Orden der Aufgehenden Sonne am Band verliehen.